# Talpó mediterrani
El talpó mediterrani (Microtus savii) és una espècie de talpó que es troba a gran part de la península Itàlica i a Sicília.
Té un aspecte semblant al d'altres talpons d'hàbits subterranis, però en gran part de la seva àrea de distribució tampoc coincideixen.
Es troba en prats, pastures, camps, jardins i boscos clars, i s'adapta a ambients humanitzats. És d'hàbits nocturns i fa nius comunitaris subterranis. S'alimenta de plantes herbàcies.